# Saint-Santin-Cantalès

Saint-Santin-Cantalès este o comună în departamentul Cantal, Franța. În 1 ianuarie 2022 avea o populație de 285 de locuitori.